# Escondeaux
Escondeaux är en kommun i departementet Hautes-Pyrénées i regionen Occitanien i sydvästra Frankrike. Kommunen ligger i kantonen Rabastens-de-Bigorre som tillhör arrondissementet Tarbes. År 2022 hade Escondeaux 281 invånare.

## Befolkningsutveckling
Antalet invånare i kommunen Escondeaux
| Referens: INSEE |